# 720
Раннє Середньовіччя. Триває чума Юстиніана. У Східній Римській імперії продовжується правління Лева III. Більшу частину території Італії займає Лангобардське королівство, деякі області належать Візантії. У Франкському королівстві формально править династія Меровінгів при фактичній владі в руках мажордомів. В Англії триває період гептархії. Авари та слов'яни утвердилися на Балканах. Центр Аварського каганату лежить у Паннонії. Існують слов'янські держави: Карантанія та Перше Болгарське царство.
Омеядський халіфат займає Аравійський півострів, Сирію, Палестину, Персію, Єгипет, Північну Африку та Піренейський півострів. У Китаї править династія Тан. Індія роздроблена. В Японії почався період Нара.  Хазарський каганат підпорядкував собі кочові народи на великій степовій території між Азовським морем та Аралом. Відновився Тюркський каганат. 
На території лісостепової України в VIII столітті виділяють пеньківську й корчацьку археологічні культури. У VIII столітті продовжилося швидке розселення слов'ян. У Північному Причорномор'ї співіснують різні кочові племена, зокрема булгари, хозари, алани, авари, тюрки, кримські готи.

## Події
- Омеядський халіфат очолив Язід II. Він одразу ж придушив бунт в Іраку та Хорасані.
- Карл Мартел уклав мирну угоду з королем Аквітанії Едо. Удо визнав владу Карла а Австразії та Нейстрії й зобов'язався видати йому короля Хільперика II.
- в Японії — Складання історичної хроніки «Ніхон Сьокі».
- Війська династії Тан разом із киданями атакували Тюркський каганат, але Білге-хан дав їм відсіч.